# Angerona parvula
Angerona parvula är en fjärilsart som beskrevs av Rocci 1914. Angerona parvula ingår i släktet Angerona och familjen mätare. Inga underarter finns listade i Catalogue of Life.